# S-55
S-55 – seria czterech amerykańskich satelitów naukowych badających mikrometeoroidy i górne warstwy atmosfery w ramach programu Explorer. Statki wysyłała i nadzorowała agencja kosmiczna NASA.
- S-55 (EXS-55, Meteoroid Satellite A) – 30 czerwca 1961 – nieudany start, nie doszło do zapłonu silnika trzeciego stopnia i ładunek został zniszczony wraz z rakietą na wysokości około 172 km. Start odbył się o godzinie 17:09 UTC z Wallops Flight Facility, rakietą Scout X-1. Oznaczenie COSPAR: 1961-F06. Statek był, prawdopodobnie, bliźniaczy do statku Explorer 13.
- S-55A (Explorer 13) – 25 sierpnia 1961 – misja częściowo udana. Statek osiągnął niewłaściwą orbitę. Po dwóch dniach powrócił do atmosfery i spłonął.
- S-55B (Explorer 16) – 16 grudnia 1962 – misja udana
- S-55C (Explorer 23) – 6 listopada 1964 – misja udana